# Frinó
Frinó (en grec antic: Φρύνων) va ser un general atenès que va viure al segle vii aC i va ser campió als Jocs Olímpics.
Va néixer a Atenes abans del 657 aC. El 636 aC va ser campió a l'estàdion, i a la 36a Olimpíada també al pentatló, segons diu Eusebi, o bé al pancraci, segons Diògenes Laerci.
Posteriorment a les seves victòries, els atenesos el van nomenar general. Entre els anys 608 i 606 aC hi va haver una guerra entre Atenes i Mitilene per unes disputes territorials. Totes dues ciutats volien el control de Sigeu, que Frinó havia conquerit. Per acabar ràpidament el conflicte, l'atenès va acceptar el desafiament a un combat personal que li va fer Pítac, el general de Mitilene i un dels set savis de Grècia. Frinó va ser derrotat, perquè Pítac portava amagada sota l'escut una xarxa amb la qual el va immobilitzar i el va matar, i Mitilene es va endur Sigeu. El poeta Alceu va escriure uns versos sobre aquest combat. Els soldats atenesos van recollir el cos de Frinó i el van portar a Atenes, on va ser enterrat amb honors.